# Pataudi (Staat)

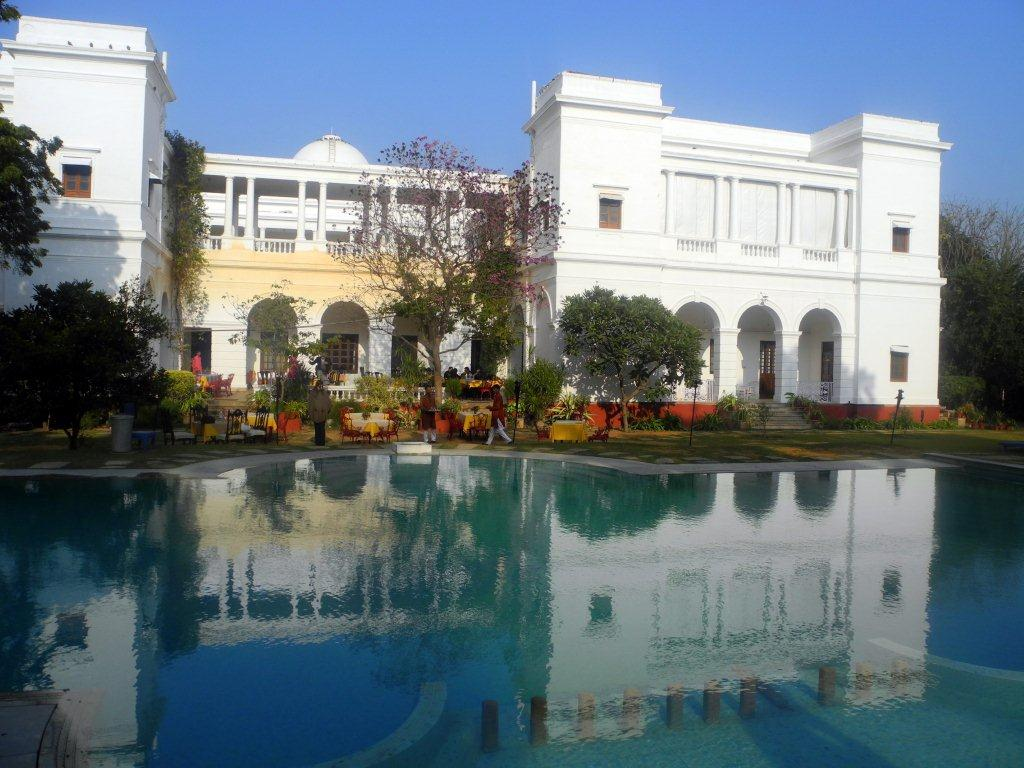
Pataudi-Palast

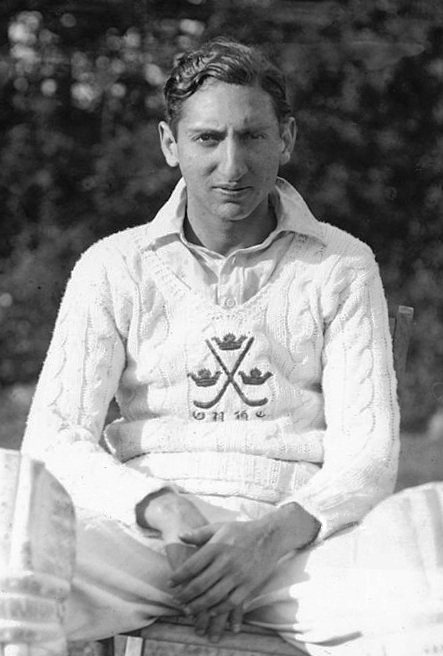
Iftikhar Ali Khan Pataudi (1917–52), letzter regierender Nawab von Pataudi und herausragender Cricketspieler

Pataudi war ein Fürstenstaat in der Provinz Punjab von Britisch-Indien südwestlich von Delhi. Seine Hauptstadt war der Ort Pataudi. Die Herrscher stammten von einer vornehmen afghanischen Barench-Paschtunen-Familie ab, die im 15. Jahrhundert nach Indien kam. Talab Faiz Khan stand in den Diensten der Marathen und nach deren Niederlage 1803 in denen der Briten, die ihm 1804 Pataudi überließen. Er und seine Nachfolger trugen wie alle muslimischen Fürsten Indiens den Titel Nawab. Muhammed Sher Ali Khan, der Sohn des Nawab Muhammad Ibrahim Ali Khan (1913–17), war Berufsoffizier; nach der Unabhängigkeit Indiens diente er in der Armee Pakistans und ging dann in die Politik als Botschafter und Minister (1967–71). Der letzte regierende Nawab, Iftikhar Ali Khan (1917–52), heiratete 1938 die Erbin des Nawab von Bhopal.
Der Fürstenstaat hatte 1901 eine Fläche von 137 km² und 22.000 Einwohner. Der Nawab vollzog am 7. April 1948 den Anschluss an Indien (siehe Geschichte Indiens) und Pataudi wurde dem Staat East Punjab eingegliedert. Am 1. November 1956 wurden alle Fürstenstaaten aufgelöst. Seit dem 1. November 1966 gehört das Gebiet zum Bundesstaat Haryana.